# Los Peyotes
 (août 2018).
Los Peyotes est un groupe de rock argentin, originaire de Buenos Aires. Son style musical est basé sur le garage rock, le protopunk et le rock indépendant.

## Biographie
Le nom du groupe vient d'un hallucinogène appelé Lophophora williamsii. Ce groupe est composé de musiciens, principalement d'origine péruvienne ; des régions de Lima et Cuzco, conservant ainsi une double nationalité. Ils se caractérisent par un mélange de musique des années 1960 et de vêtements vintage à leurs concerts.
Les paroles de leurs chansons sont chantées, généralement en anglais comme en espagnol, et leurs influences principales, sont des groupes tels que The Seeds, The Sonics, Los Saicos, Los Yorks, Los Gatos, Los Shakers et Los Iracundos, entre autres,,.
De leur premier album, Cavernícola, sorti en 2005 ; le groupe gagne en popularité, non seulement en Argentine et au Pérou, mais aussi dans d'autres pays. Le groupe a fait des tournées internationales et joué dans des pays tels que: l'Espagne, le Mexique, l'Uruguay, le Chili, et le Brésil,.

## Discographie
- 2002 : Psychotic Reaction (Animal Records)
- 2003 : Sudamerican Garage Punk (EP, indépendant)
- 2005 : Cavernicola! (Rockaway Records)
- 2007 : El Humo te hace mal (Dirty Water Records)
- 2008 : Introducing Los Peyotes  (Dirty Water Records)
- 2008 : Bdaaa (Dirty Water Records)
- 2010 : Garage o muerte[9] (Dirty Water Records)